# James McNeillie Circuit
Der James McNeillie Circuit war eine temporäre Motorsportrennstrecke im Ortsteil Kumalo der Stadt Bulawayo in der Provinz Matabeleland North, Simbabwe.

## Geschichte
Die Strecke wurde nach dem Politiker und Stadtrat von Bulawayo James McNeillie benannt und Ende der 1950er Jahre zum Teil auf einem ehemaligen Flugplatz in Kumalo errichtet, der ca. 3 km nordöstlich des Stadtkerns von Bulawayo im heutigen Ortsteil Glengarry an der Harare Road (R2) lag. Die Start- und Zielgerade mit der östlich gelegenen Spitzkehre wurde auf der ehemaligen Flugplatzbahn angelegt.
1961 bis 1970 wurde auf der Strecke der  Rhodesian Grand Prix mit Formel 1 Fahrzeugen ausgetragen. Die Strecke mit einer Länge von rund 3400 Metern mit vier Kurven und einer Spitzkehre wurde im Uhrzeigersinn befahren. Die schnellste Runde fuhr 1970 der viermalige Gewinner auf dieser Strecke, John Love auf einem March-Cosworth-Formel-1.
1971 wurde der James McNeillie Circuit geschlossen und die Rennen wurden danach auf dem neuen, 5 km nordöstlich vom alten Flugplatzkurs gelegenen Breedon Everard Raceway ausgetragen. Ein Teil des Geländes der ehemaligen Strecke ist heute überbaut.